# Taranto Open 1992
Il Taranto Open 1992 è stato un torneo di tennis giocato sulla terra rossa. 
È stata la 6ª edizione del torneo, che fa parte della categoria Tier V nell'ambito del WTA Tour 1992. 
Si è giocato a Taranto in Italia, dal 27 aprile al 3 maggio 1992.

## Campionesse

### Singolare
Julie Halard ha battuto in finale  Emanuela Zardo con il punteggio di 6–0, 7–5.

### Doppio
Amanda Coetzer /  Inés Gorrochategui hanno battuto in finale  Rachel McQuillan /  Radka Zrubáková con il punteggio di 4–6, 6–3, 7–6(0).